# Магдалена (фильм)
«Магдалена» (пол. Magdalena) — польский немой чёрно-белый художественный фильм 1929 года, снятый режиссёром Константы Меглицким на студии Dworkowski-Film.
Премьера фильма состоялась 10 мая 1929 года. Фильм не сохранился.

## Сюжет
Магдалена, жена адвоката Яна Беруды, несчастлива в браке. Муж почти не обращает на неё внимание. Ей хорошо только со своей дочерью Реной. Во время прогулки она встречает авиаинженера Марека Суржицкого, с которым у неё завязывается роман. Пара встречается несколько раз. Однако, Суржицкий погибает в авиакатастрофе, ранение получает и Магдалена. Только это событие приводит к возобновлению чувств Яна Беруды к жене.

## В ролях
- Войцех Брыдзиньский — адвокат Ян Беруда
- Зорика Шиманьская — Магдалена Беруда
- Мечислав Цибульский — авиаинженер Марек Сужицкий
- Ирена Гавенцкая — Ирена, жена Суржицкого
- Уршула Новачевская — Рена, дочь Яна Беруды